# Tiffani Thiessen
Tiffani Thiessen, celým jménem Tiffani Amber-Thiessen (* 23. ledna 1974 Long Beach, Kalifornie) je americká televizní a filmová herečka a také producentka. Je známa svou rolí Valerie Malonové v Beverly Hills 90210.
Dlouhou dobu si říkala celým jménem Tiffani Amber-Thiessen nyní pouze Tiffani Thiessen. V roce 1987 získala titul Miss America Junior.
Během natáčení seriálu Beverly Hills 90210 se seznámila a 7 let žila s hercem Brianem Austinem Greenem. 9. července 2005 se provdala za herce Bradyho Smithe.

## Filmografie
- Pandemic (2007)
- Stroller Wars (2006)
- Good Morning, Miami (2003-2004)
- Fastlane (2002-2003)
- Hollywood Ending (2002)
- Just Shoot Me! (2001)
- A Christmas Adventure from a Book Called Wisely's Tales (2001)
- Everything But the Girl (2001)
- Two Guys, a Girl and a Pizza Place (2000)
- Shriek If You Know What I Did Last Friday the Thirteenth (2000)
- The Ladies Man (2000)
- Ivansxtc (2000)
- Beverly Hills 90210 (1994-2000)
- Love Stinks (1999)
- From Dusk Till Dawn 2: Texas Blood Money (1999)
- NewsRadio (1999)
- Speedway Junky (1999)
- Cupid (1999)
- Buried Secrets (1996)
- Sweet Dreams (1996)
- She Fought Alone (1995)
- The Stranger Beside Me (1995)
- Saved by the Bell: Wedding in Las Vegas (1994)
- Burke's Law (1 episode, 1994)
- Saved by the Bell: The College Years (1993-1994)
- Son in Law (1993)
- Saved by the Bell (1989-1993)
- A Killer Among Friends (1992)
- The Powers That Be (1992)
- Saved by the Bell: Hawaiian Style (1992)
- "Blossom" .... Ricki (1992)
- Krok za krokem (1992)
- Valerie (1990)
- Ženatý se závazky (1990)
- Charles in Charge (1990)